# Феррейра-ду-Зезере (район)
Феррейра-ду-Зезере (порт. Ferreira do Zêzere) — район (фрегезия) в Португалии, входит в округ Сантарен. Является составной частью муниципалитета Феррейра-ду-Зезере. По старому административному делению входил в провинцию Рибатежу. Входит в экономико-статистический субрегион Медиу-Тежу, который входит в Центральный регион. Население составляет 2156 человек на 2001 год. Занимает площадь 34,99 км².